# Gérant de camping
Un gérant de camping est une personne responsable d'un établissement d'hôtellerie de plein air.